# Leiebrug
De Leiebrug is een brug in centrum van de Belgische stad Kortrijk. De brug overspant de rivier de Leie en verbindt de Leiestraat met de Budastraat. De Leiebrug bevindt zich op een locatie waar al eeuwenlang een brug de verbinding verzorgt tussen de Grote Markt en de wijken Buda en Overleie.

## Geschiedenis

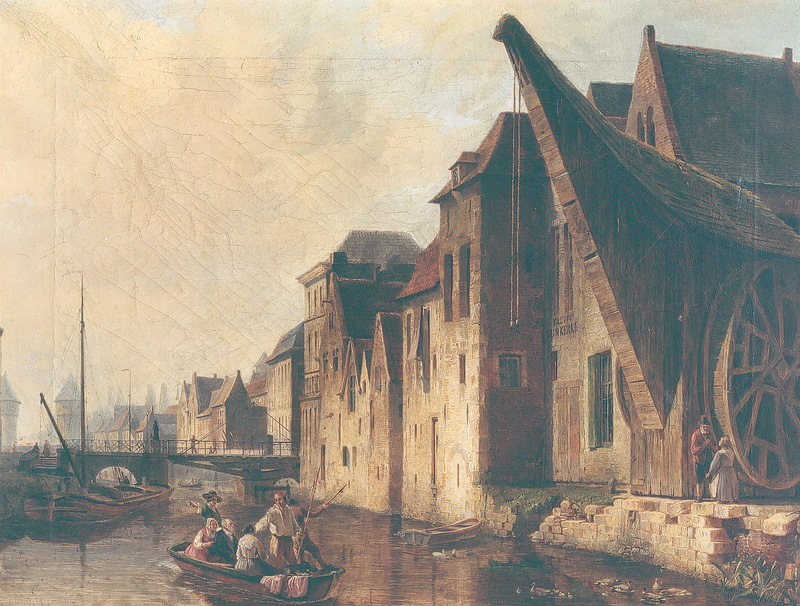
De Leiebrug op een schilderij uit 1815

Op de plaats van deze brug hebben reeds diverse andere bruggen gestaan. Zowel tijdens de Eerste als tijdens de Tweede Wereldoorlog werd de Leiebrug opgeblazen. Net naast de Leiebrug bevond zich oorspronkelijk aan weerszijden bebouwing die langs de achterzijde rechtstreeks uitkwam op de Leie. Langs de westelijke zijde werd deze bebouwing op het eind van de 19e eeuw gesloopt om plaats te maken voor de Dolfijnkaai (die vernoemd werd naar een herberg op die plek). Langs de oostelijke zijde bevond zich lang het befaamde pand In de Leiebrug. Bij het opblazen van de Leiebrug tijdens de Tweede Wereldoorlog werd het historische pand zwaar beschadigd en uiteindelijk niet heropgebouwd. Hierdoor is de Leiebrug nu aan weerszijden niet meer omgeven door gebouwen.
Broelbrug · Budabrug · Brug over Sluis 11 · Collegebrug · Dambrug · De Drie Duikers · Gentbrug · Gerechtshofbrug · Groeningebrug · Kalkovenbrug · Kasteelbrug · Leiebrug · Luipaardbrug · Noordbrug · Overzetwegbrug · Reepbrug · Ronde van Vlaanderenbrug · Spoorwegbrug Kanaal · Viaduct R8 (Harelbeke) · Viaduct R8 (Marke) · Viaduct R8 (Stasegem)